# Parlamento della Gran Bretagna
Il Parlamento della Gran Bretagna  era un'assemblea della Gran Bretagna.

## Storia
Venne costituito nel 1707 in seguito alla ratifica da parte del Parlamento d'Inghilterra e del Parlamento di Scozia dell'Atto di Unione con il quale venne formato il Regno di Gran Bretagna. Il parlamento inglese e quello scozzese vennero sciolti e si costituì un nuovo parlamento. La sede rimase quella del parlamento inglese cioè il Palazzo di Westminster a Londra.
Il Parlamento della Gran Bretagna venne a sua volta sciolto nel 1800 quando, tramite l'Atto di Unione, il Parlamento della Gran Bretagna e quello di Irlanda vennero uniti a costituire il nuovo Parlamento del Regno Unito.